# Xalpatláhuac (Tecoanapa)
Xalpatláhuac es una localidad del estado mexicano de Guerrero. Es parte del municipio de Tecoanapa.

## Toponimia
El nombre «Xalpatláhuac» proviene de los términos en náhuatl: xalli, arenal; patlahuac, cosa amplia; co, locativo. Su significado es «En el gran arenal» o «En la playa ancha».

## Demografía
| Gráfica de evolución demográfica |
|                                  |

| Censo | Población |
| ----- | --------- |
| 1900  | 522       |
| 1910  | 664       |
| 1921  | 603       |
| 1930  | 650       |
| 1940  | 835       |
| 1950  | 1 162     |
| 1960  | 2 676     |
| 1970  | 1 717     |
| 1980  | 2 214     |
| 1990  | 2 676     |
| 2000  | 3 663     |
| 2010  | 3 668     |
| 2020  | 3 785     |